# Huttwil-Eriswil-Bahn
De Huttwil-Eriswil-Bahn (HEB) is een voormalige spoorwegmaatschappij, die actief was tussen 1915 en 1926 op het traject tussen Huttwil en Eriswil. Ze fuseerde in 1927 met de Vereinigte Huttwil-Bahnen (VHB). Sinds 1997 ontstaan de Regionalverkehr Mittelland (RM) uit een fusie tussen Emmental-Burgdorf-Thun-Bahn (EBT), de Vereinigte Huttwil-Bahnen (VHB) en de Solothurn-Münster-Bahn (SMB). De Regionalverkehr Mittelland (RM) fuseerde in juni 2006 met de BLS Lötschbergbahn tot een nieuwe BLS AG, die op 27 juni 2006 operationeel werd.
Tegenwoordig wordt de spoorlijn met een lengte van 4,9 km niet meer gebruikt; het vervoer vindt plaats met bussen.